# Эстман, Лео
Лео Хокан Эстман (швед. Leo Håkan Östman; род. 15 марта 2006) — шведский футболист, нападающий «Эльфсборга».

## Клубная карьера
Футболом начал заниматься в клубе «Фалу». В его составе выступал в четвёртом и пятом дивизионах Швеции. В ноябре 2021 года договорился о переходе с «Эльфсборгом». В марте 2022 года подписал с клубом контракт, рассчитанный на три года, по которому он присоединился к юношеской команде «Эльфсборга» летом.
C 2024 года стал привлекаться к тренировкам с основной командой «Эльфсборга». 1 августа впервые сыграл в её составе в матче второго квалификационного раунда Лиги Европы УЕФА с молдавским «Шерифом», заменив на 84-й минуте Арбера Зенели. 11 августа дебютировал в чемпионате Швеции в матче с ГАИС, выйдя на замену в середине второго тайма вместо Джалала Абдулаи.

## Клубная статистика
| Выступление      | Выступление      | Выступление      | Лига | Лига | Кубки | Кубки | Конт. кубки | Конт. кубки | Итого | Итого |
| Клуб             | Лига             | Сезон            | Игры | Голы | Игры  | Голы  | Игры        | Голы        | Игры  | Голы  |
| ---------------- | ---------------- | ---------------- | ---- | ---- | ----- | ----- | ----------- | ----------- | ----- | ----- |
| Фалу             | Дивизион 5       | 2020             | 4    | 4    | 0     | 0     | 0           | 0           | 4     | 4     |
| Фалу             | Дивизион 4       | 2021             | 1    | 0    | 1     | 0     | 0           | 0           | 2     | 0     |
| Фалу             | Дивизион 4       | 2022             | 11   | 13   | 1     | 0     | 0           | 0           | 12    | 13    |
| Фалу             | Итого            | Итого            | 16   | 17   | 1     | 0     | 0           | 0           | 17    | 17    |
| Эльфсборг        | Алльсвенскан     | 2024             | 1    | 0    | 0     | 0     | 1           | 0           | 2     | 0     |
| Эльфсборг        | Итого            | Итого            | 1    | 0    | 0     | 0     | 1           | 0           | 2     | 0     |
| Всего за карьеру | Всего за карьеру | Всего за карьеру | 1    | 0    | 0     | 0     | 1           | 0           | 2     | 0     |